# Вежейкі
Вежейкі (пол. Wierzejki) — село в Польщі, у гміні Тшебешув Луківського повіту Люблінського воєводства.
Населення — 228 осіб (2011).
У 1975-1998 роках село належало до Седлецького воєводства.

## Демографія
Демографічна структура станом на 31 березня 2011 року:
|          | Загалом | Допрацездатний вік | Працездатний вік | Постпрацездатний вік |
| -------- | ------- | ------------------ | ---------------- | -------------------- |
| Чоловіки | 108     | 16                 | 75               | 17                   |
| Жінки    | 120     | 29                 | 63               | 28                   |
| Разом    | 228     | 45                 | 138              | 45                   |